# 영암도서관 (영암군)
영암도서관은 전라남도 영암군에 있는 공립 도서관이다.

## 연혁
- 1994년 12월 14일 개관.